# Kedamaian (Kota Agung)
Kedamaian is een bestuurslaag in het regentschap Tanggamus van de provincie Lampung, Indonesië. Kedamaian telt 2784 inwoners (volkstelling 2010).